# Функціональне тестування
Мета функціонального тестування (Functional Testing) — виявлення невідповідностей між реальною поведінкою реалізованих функцій і очікуваною поведінкою відповідно до специфікації і вимог. Функціональні тести повинні охоплювати всі реалізовані функції з урахуванням найбільш ймовірних типів помилок. Тестові сценарії, що поєднують окремі тести, орієнтовані на перевірку якості розв'язку функціональних задач.
Функціональні тести створюються за зовнішніми специфікаціями функцій, проєктної інформації і за текстом на МПщо таке МП?, що стосуються його функціональних характеристик і застосовуються на процесі комплексного тестування й іспитів для визначення повноти реалізації функціональних задач і їхньої відповідності вхідним вимогам.
 Типи функціонального тестування:
- Функціональне тестування (Functional testing);
- Тестування безпеки (Security and Access Control Testing);
- Тестування взаємодії (Interoperability Testing);
- Тестування інтерфейсу користувача (GUI Testing).

До задач функціонального тестування належать:
- ідентифікація множини функціональних вимог

- ідентифікація зовнішніх функцій і побудова послідовностей функцій відповідно до їхнього використання в ПСщо таке ПС?

- ідентифікація множини вхідних даних кожної функції і визначення областей їхньої зміни
- побудова тестових наборів і сценаріїв тестування функцій

- виявлення і подання усіх функціональних вимог за допомогою тестових наборів і проведення тестування помилок у програмі і при взаємодії із середовищем.

Тести, створювані за проєктною інформацією, пов'язані зі структурами даних, алгоритмами, інтерфейсами між окремими компонентами і застосовуються для тестування компонентів і їхніх інтерфейсів. Основна мета — забезпечення повноти і погодженості реалізованих функцій і інтерфейсів між ними.
В основу комбінованого методу «чорної скриньки» і «білої скриньки» покладено розбивку вхідної області функції на підобласті виявлення помилок. Підобласть містить у собі однорідні елементи, які обробляються коректно або некоректно. Для тестування підобласті застосовується виконання програми на одному з елементів цієї області.
Передумови функціонального тестування:
- коректне оформлення вимог і обмежень до якості ПС

- коректний опис моделі функціонування ПС у середовищі експлуатації замовника

- адекватність моделі ПС заданому класу.